# Schloss Mirabell

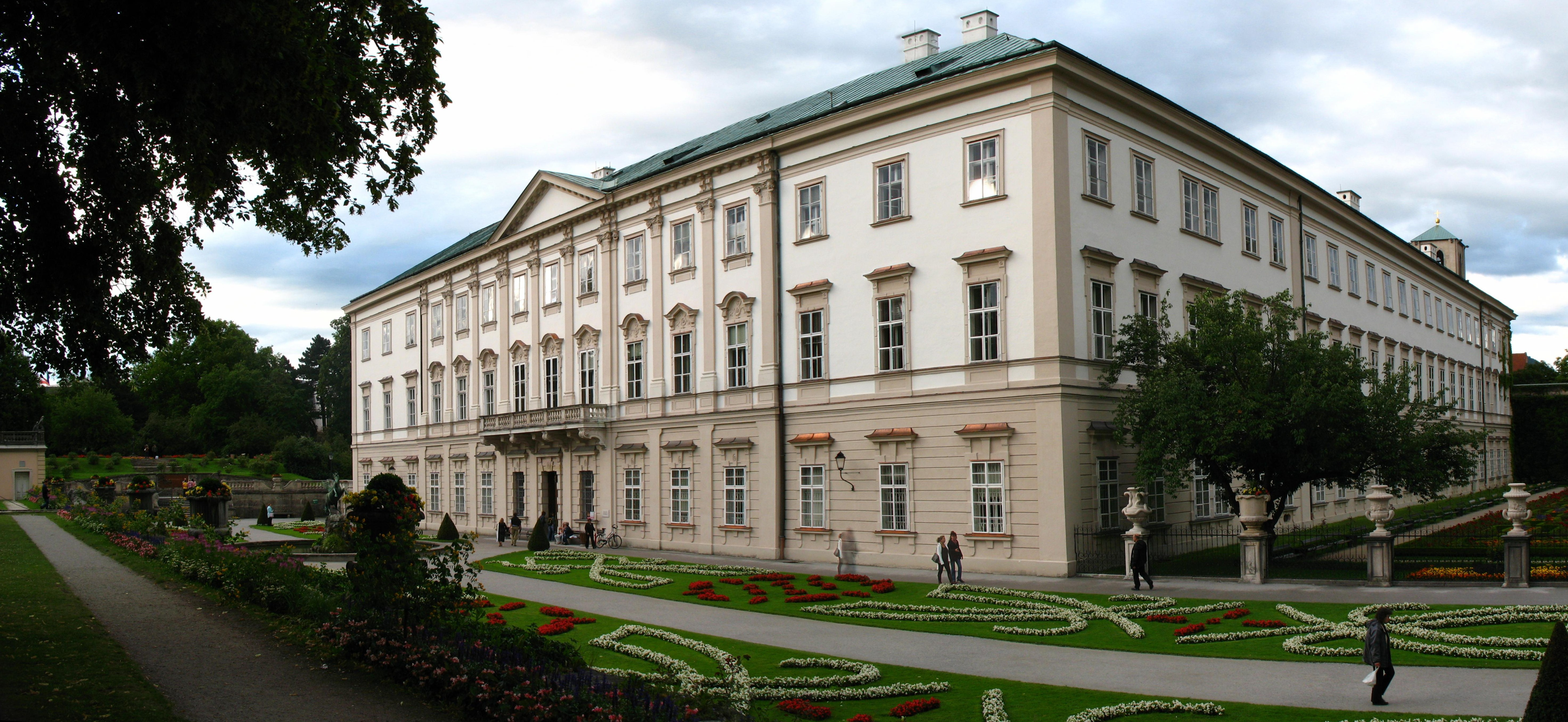
Schloss Mirabell (West- und Südfassade)

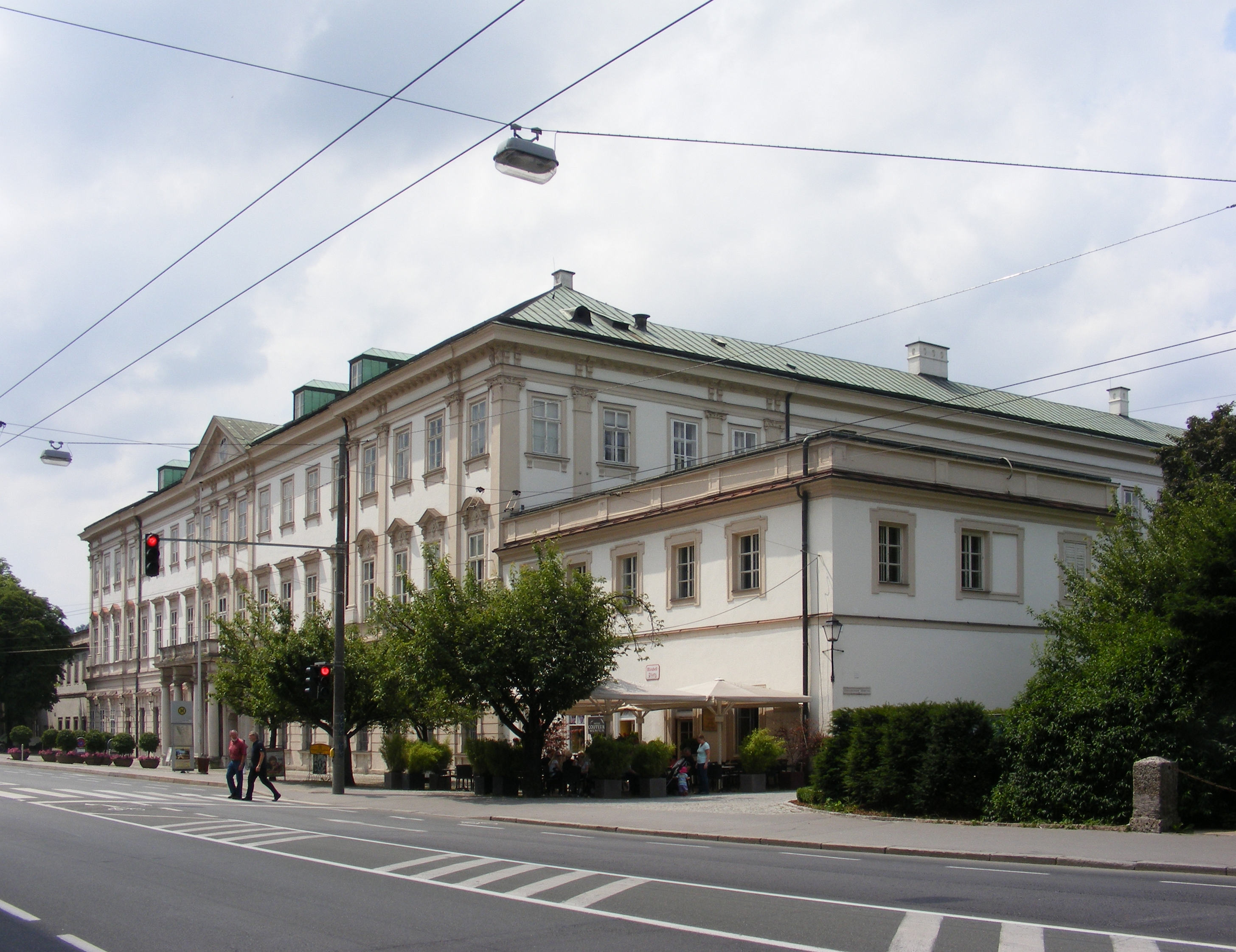
Schloss Mirabell (Ostfassade gegen Mirabellplatz)

Schloss Mirabell in der Salzburger Rechten Altstadt in Österreich gehört aufgrund seiner Geschichte, aufgrund der berühmten Barockstiege, die Georg Raphael Donner schuf, und aufgrund seiner Gartenanlage zu den beliebtesten Touristenzielen der Stadt. 
Die Gesamtanlage mit allen Nebengebäuden und Gartenbaudenkmalen steht unter Denkmalschutz und gehört zum UNESCO-Welterbe (siehe auch Historisches Zentrum der Stadt Salzburg). Die Innenräume werden weitgehend von der Salzburger Stadtverwaltung genutzt; der Prunksaal (Marmorsaal) dient als Konzert- und Trauungssaal und wird als letzterer sehr häufig auch von internationalen Gästen in Anspruch genommen.

## Geschichte

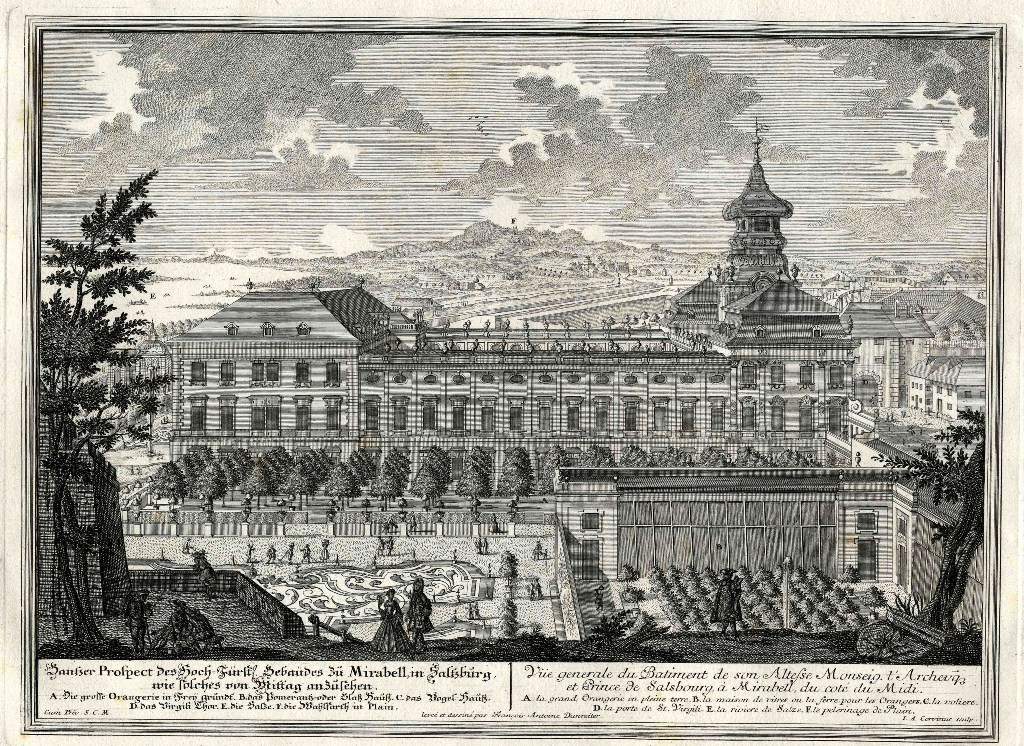
Ansicht des Schlosses in einem Stich von Franz Anton Danreiter (ca. 1735)

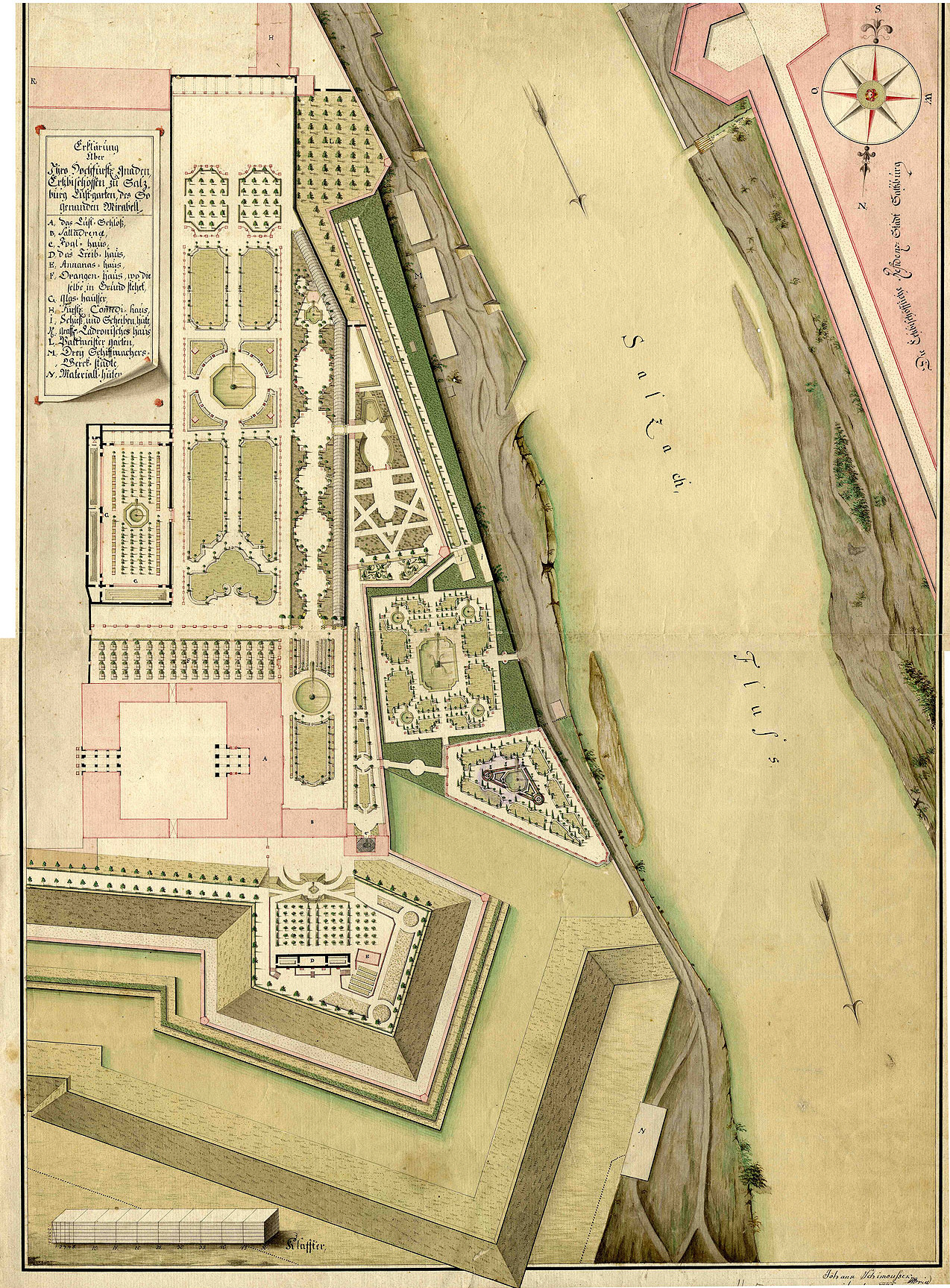
Plan von Schloss und Garten von 1775

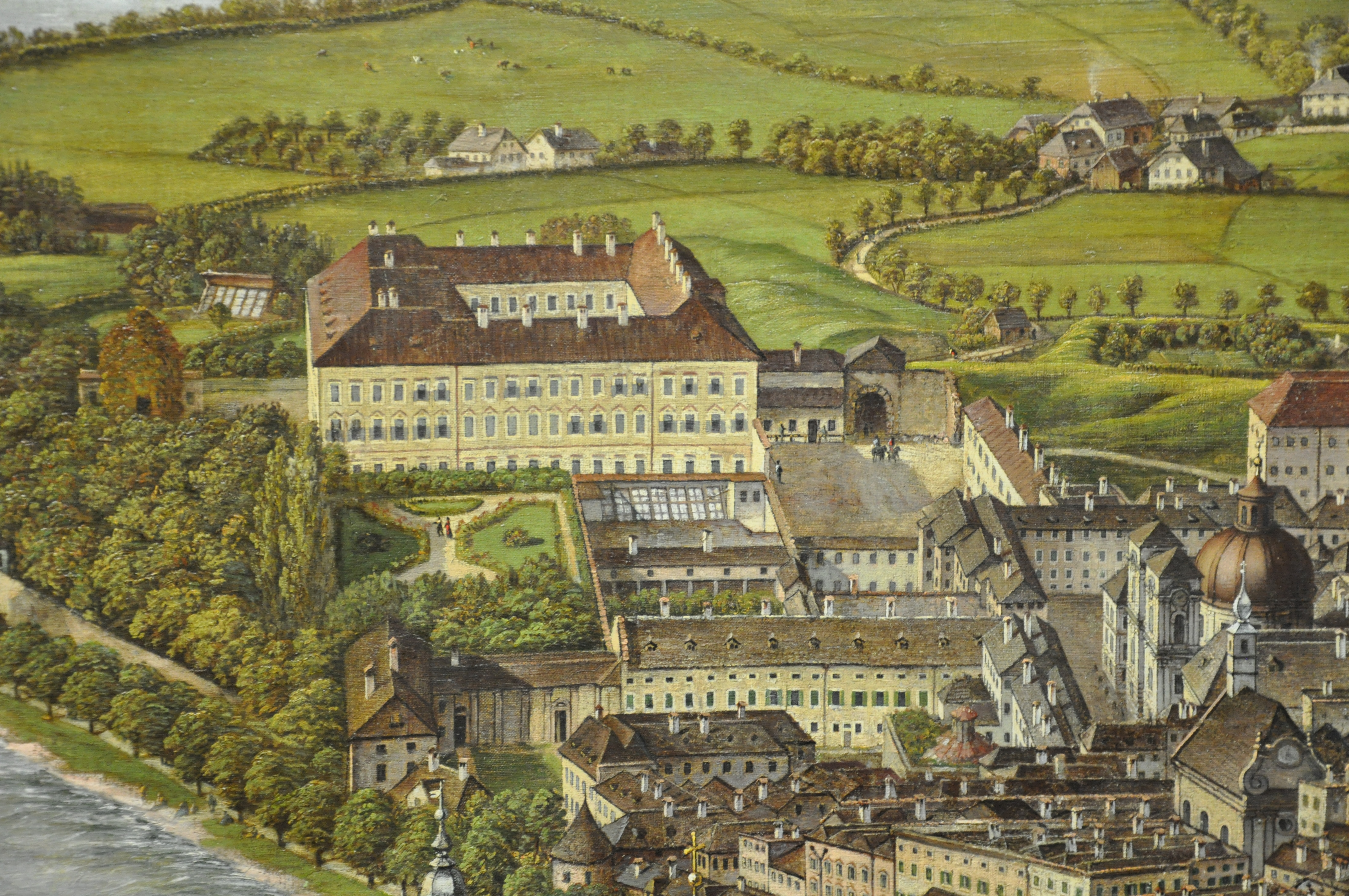
Ansicht des Schlosses im Sattler-Panorama von 1829

Das Schloss Mirabell, heute in der Neustadt der Stadt Salzburg gelegen, wurde ursprünglich um 1606 von Erzbischof Wolf Dietrich von Raitenau außerhalb der damaligen Stadtmauern für die Geliebte oder heimliche Ehefrau des Erzbischofs, Salome Alt, als romantischer Sommerpalast erbaut. Er gab ihm den Namen seiner Lebensgefährtin, Schloss Altenau. Es war „ain schöns, groß, geviert, herrliches Gepeu, wie ain Schloss oder Vestung, mit ainem wolgezierten, von Plech gedeckten, glanzenden Thurn und inwendig, auch aussen herumb mit schönen Gärten von allerlai Kleutlwerch, Paumgewächs und Früchten geziert und versehen“. Von diesem Bau sind Reste im Südwesteck des heutigen Baues im Kellergeschoß erhalten. Für seine 15 Kinder erreichte der für seine Familie stets fürsorgliche Landesfürst beim Kaiser die Legitimierung als rechtmäßige Erben, für Kinder und Geliebte zudem die Erhebung in den erblichen Adelsstand. Mutter und Kinder nannten sich nun Alt von Altenau. Das nützte später allerdings wenig. Nach dem Sturz und der Einzelhaft Wolf Dietrichs auf der Festung Hohensalzburg im Jahr 1612 vertrieb sein Nachfolger und Neffe Markus Sittikus von Hohenems bald darauf Frau und Kinder von Schloss Altenau. Um die Erinnerung an seinen Vorgänger ganz zu tilgen, nannte Markus Sittikus das Schloss nun Mirabell. Mirabell ist ein weiblicher Vorname aus dem Italienischen (mirabile ‚bewundernswert‘ und bella ‚schön‘).
Fürsterzbischof Paris von Lodron ließ 1620–1642 während des Dreißigjährigen Krieges das Schloss Mirabell samt zugehöriger Gartenanlage in den neuen starken Befestigungsgürtel am rechten Salzachufer einbeziehen. Im Gegensatz zu Markus Sittikus wohnte er gerne im Schloss und verstarb hier auch.
1721 bis 1727 erfolgte im Auftrag von Erzbischof Franz Anton von Harrach durch den bekannten barocken Baumeister Johann Lucas von Hildebrandt der Umbau zur prächtigen barocken Schlossanlage, einer vierflügeligen Anlage mit Innenhof, der nunmehr nach zähen Diskussionen nicht mehr als Parkplatz genutzt wird. Im Jahr 1818 hinterließ ein verheerender Stadtbrand große Schäden. Der Wiederaufbau erfolgte im Auftrag von Kaiser Franz I., der selbst genaue Anweisungen dafür traf. Das Konzept von Hofbaurat Peter Nobile war dem Kaiser aber zu teuer, weshalb er den Salzburger Kreisingenieur Johann Wolfgang Hagenauer mit der Planung und Baudurchführung beauftragte. Dadurch verlor der Bau viel von seiner einstigen einzigartigen barocken Erscheinung. Der mächtige Turm in der Mitte der Ostfassade wurde abgetragen, die feingliedrige Giebelgliederung mit den ostseitigen leicht vorspringenden Eckrisaliten verschwand ebenso wie die mit zahlreichen Vasen und 28 Figuren reich geschmückten Dachsimse. Glücklicherweise blieben die westseitige Hoffassade und die Gartenfassade im Westen großteils erhalten. Der Rhythmus von plastisch hervortretenden Risaliten und gut gegliederten Wandflächen vermitteln eine Vorstellung vom ursprünglichen Aussehen des barocken Meisterwerks, obwohl auch hier der einstige kunstvolle Dachaufsatz samt Figuren fehlt.
Von 1810 bis 1816 unter bayerischer Herrschaft war das Schloss Mirabell Residenz des bayerischen Kronprinzen. Im Schloss wurde am 1. Juni 1815 Prinz Otto von Bayern, der spätere König Otto I. von Griechenland, geboren.
Hier arbeitete auch vor 1849 der Vater des Salzburger Malers Hans Makart als Zimmeraufseher. Von 1851 bis 1863 residierte in diesem Schloss Erzbischof Kardinal Maximilian Joseph von Tarnóczy. Der greise Kapuzinerpater und Tiroler Freiheitsheld Joachim Haspinger († 1858) verbrachte hier in einer Parterrewohnung seine letzten vier Lebensjahre.
1866 gelangte das Schloss gemeinsam mit dem Kapuzinerberg gegen eine Entschädigung von 50.000 Gulden ins Eigentum der Stadt Salzburg. Den Mirabellgarten hatte der Kaiser dabei schon zwei Jahre früher der Stadt geschenkt. Zwischen 1947 und 1950 wurden hier die Amtssitze des Bürgermeisters und seiner Stellvertreter eingerichtet sowie die Magistratsdirektion und einige Magistratsabteilungen.

## Besonders sehenswerte Teile des Schlosses

### Prunkstiege
In der Nordecke des Westtraktes befindet sich eine Prunkstiege, die sich vom Erdgeschoß bis in den zweiten Stock erstreckt. Sie wurde zwischen 1725 und 1727 nach den Plänen des Hofarchitekten Johann Lucas von Hildebrandt errichtet. Den Auftrag dazu erteilte der Fürsterzbischof Franz Anton von Harrach.  In den seitlichen Wänden sind Nischen eingelassen, in denen mythologisch inspirierte Skulpturen aus Untersberger Marmor aufgestellt sind. Diese stammen vom österreichischen Bildhauer Georg Raphael Donner. Die Balustrade der Stiege ist reich verschlungen und mit verschiedenen Putten aus Marmor verziert, die in unterschiedlichsten Haltungen zu sehen sind und eine besonders ausdrucksstarke Mimik und Gestik aufweisen. Sie wurden von einem Schüler und Mitarbeiter Donners gestaltet. Über den Türen finden sich antikisierende Büsten.

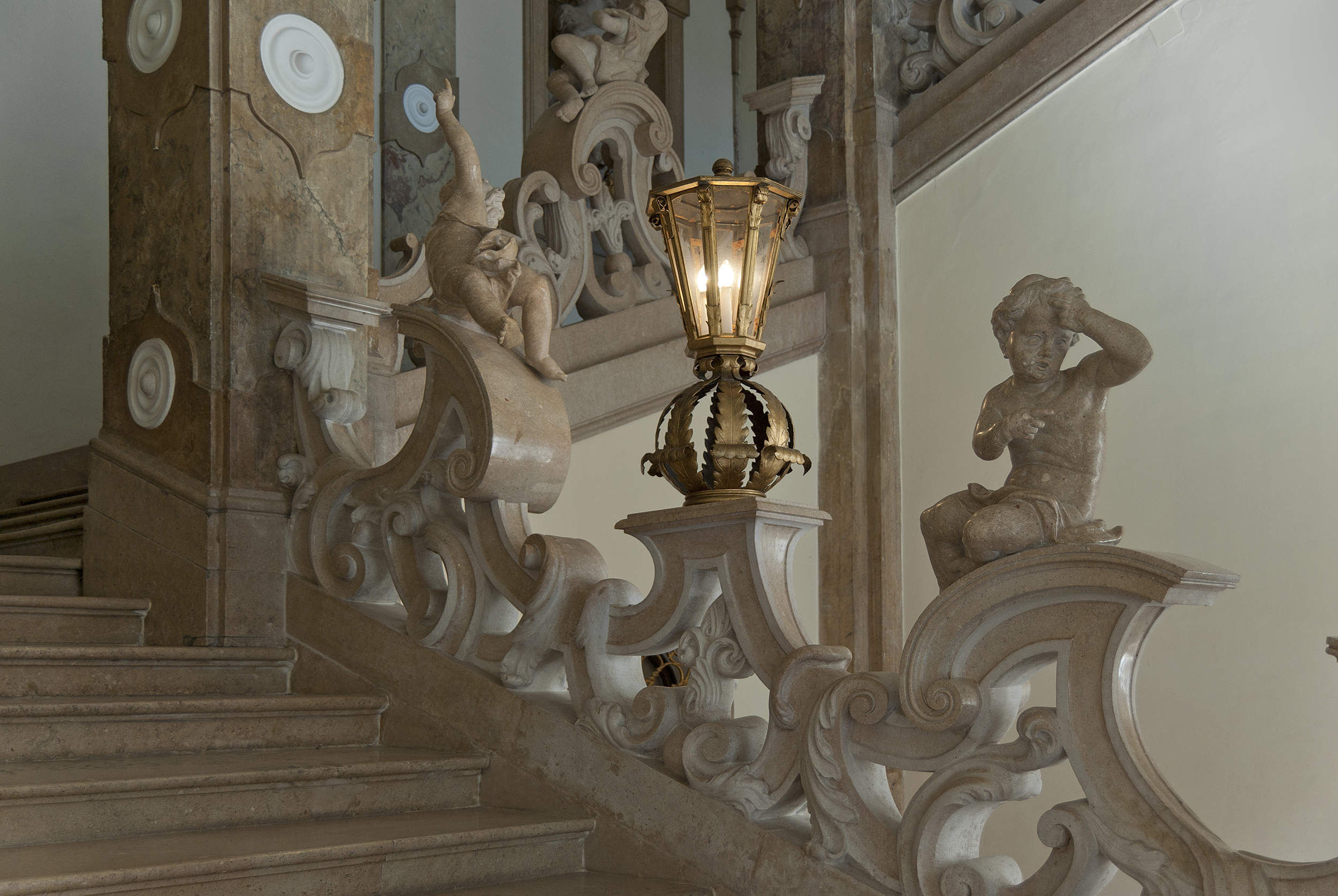
Balustrade mit aufgesetzten Putten
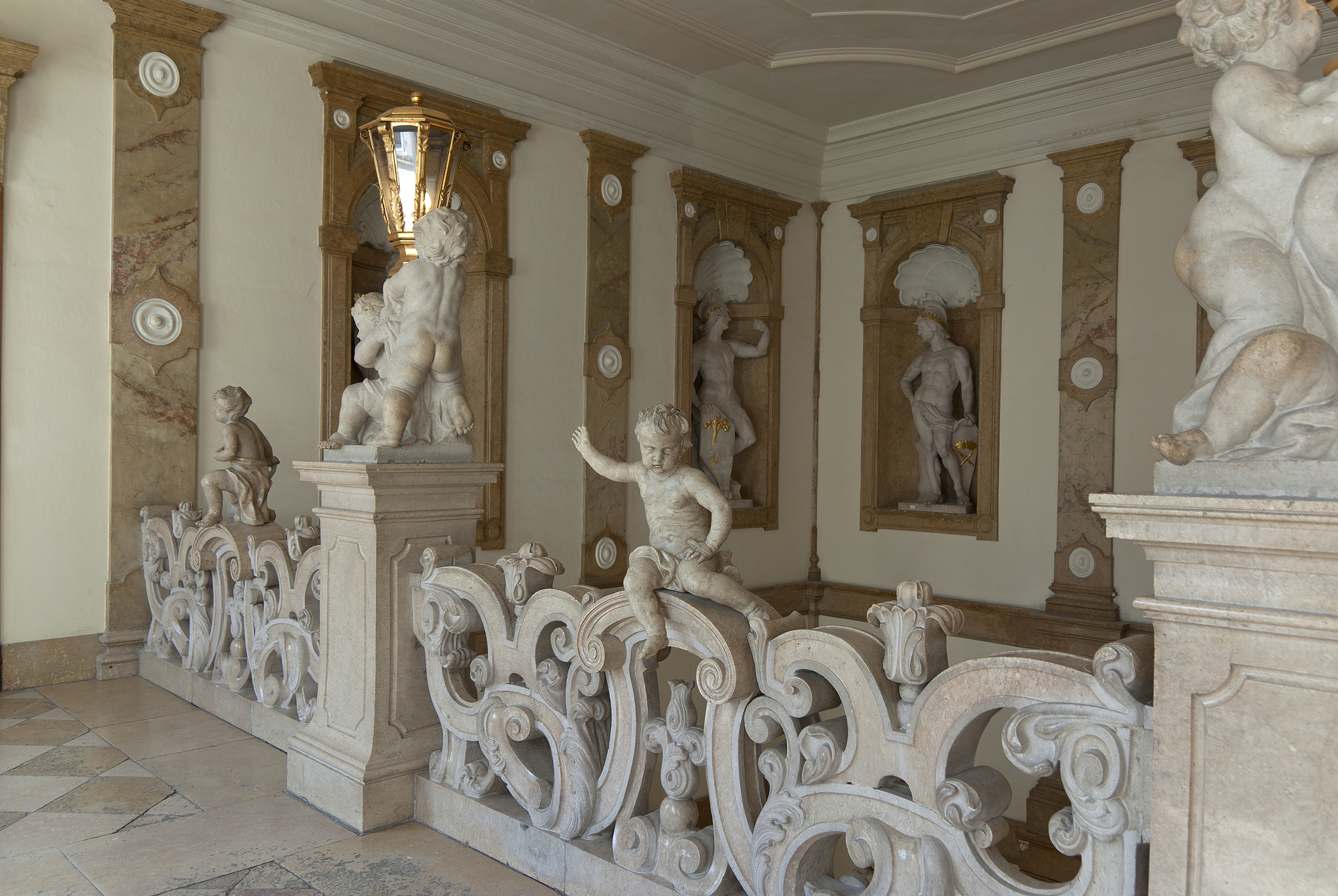
Wandnischen mit Marmorskulpturen
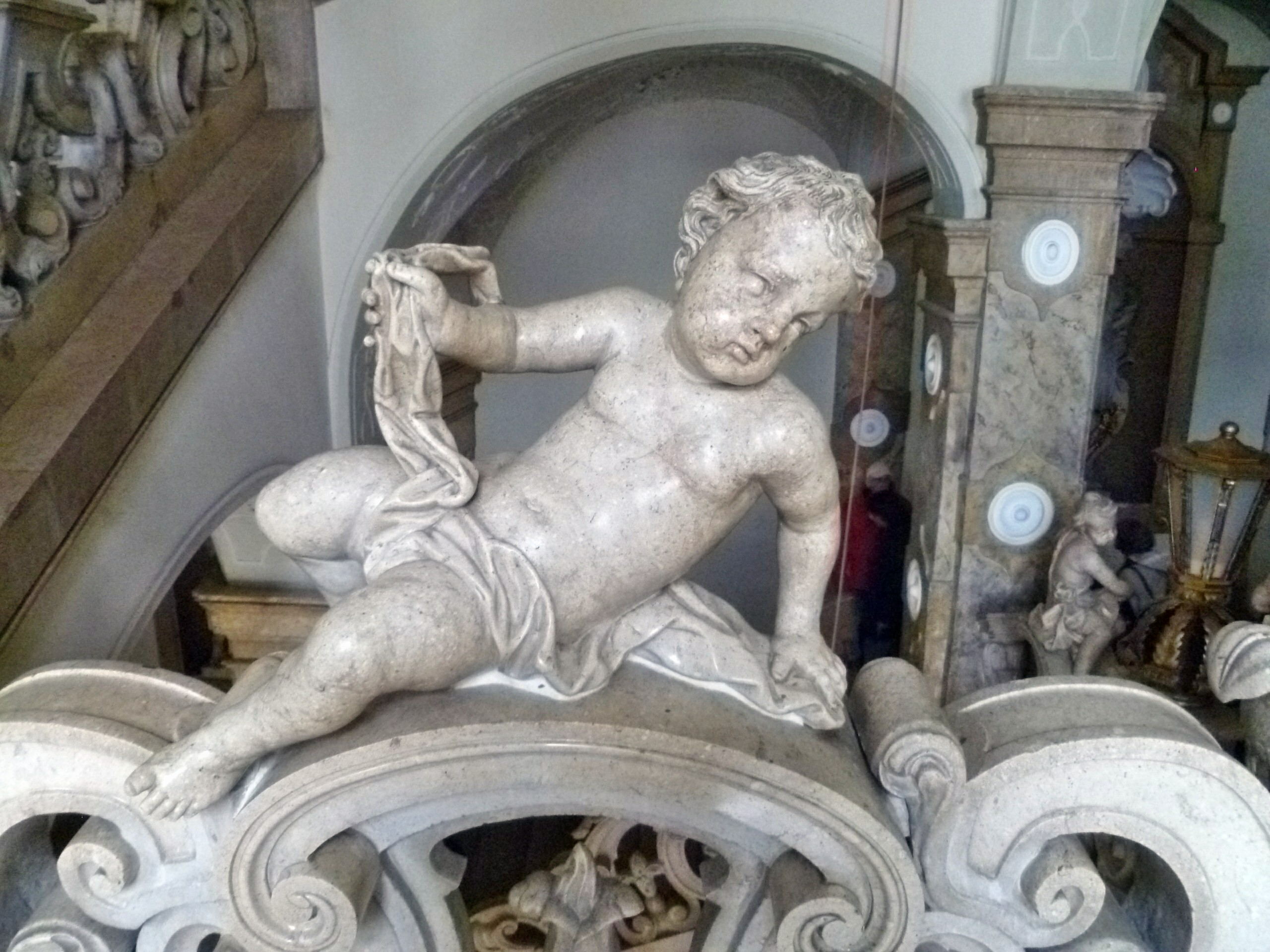
Nahaufnahme eines Putto

### Marmorsaal
Der barocke Marmorsaal ist mit Marmor, Marmorimitation und vergoldetem Stuck verkleidet. Dazwischen finden sich dekorative Stuckfelder. Das ehemalige große Deckengemälde von Johann Michael Rottmayr ging beim Brand 1818 verloren.
Wegen seines Ambientes und der sehr guten Akustik wird der Saal heute für Trauungen und klassische Konzerte genutzt. Im Rahmen der Salzburger Schlosskonzerte unter der musikalischen Leitung von Luz Leskowitz, ab 2016 unter der Leitung von Konstantin Hiller, treten namhafte Ensembles wie die Salzburger Solisten, das Bartók Quartett und das Twins Quartett sowie berühmte Solisten wie Jörg Demus und Igor Oistrach auf.

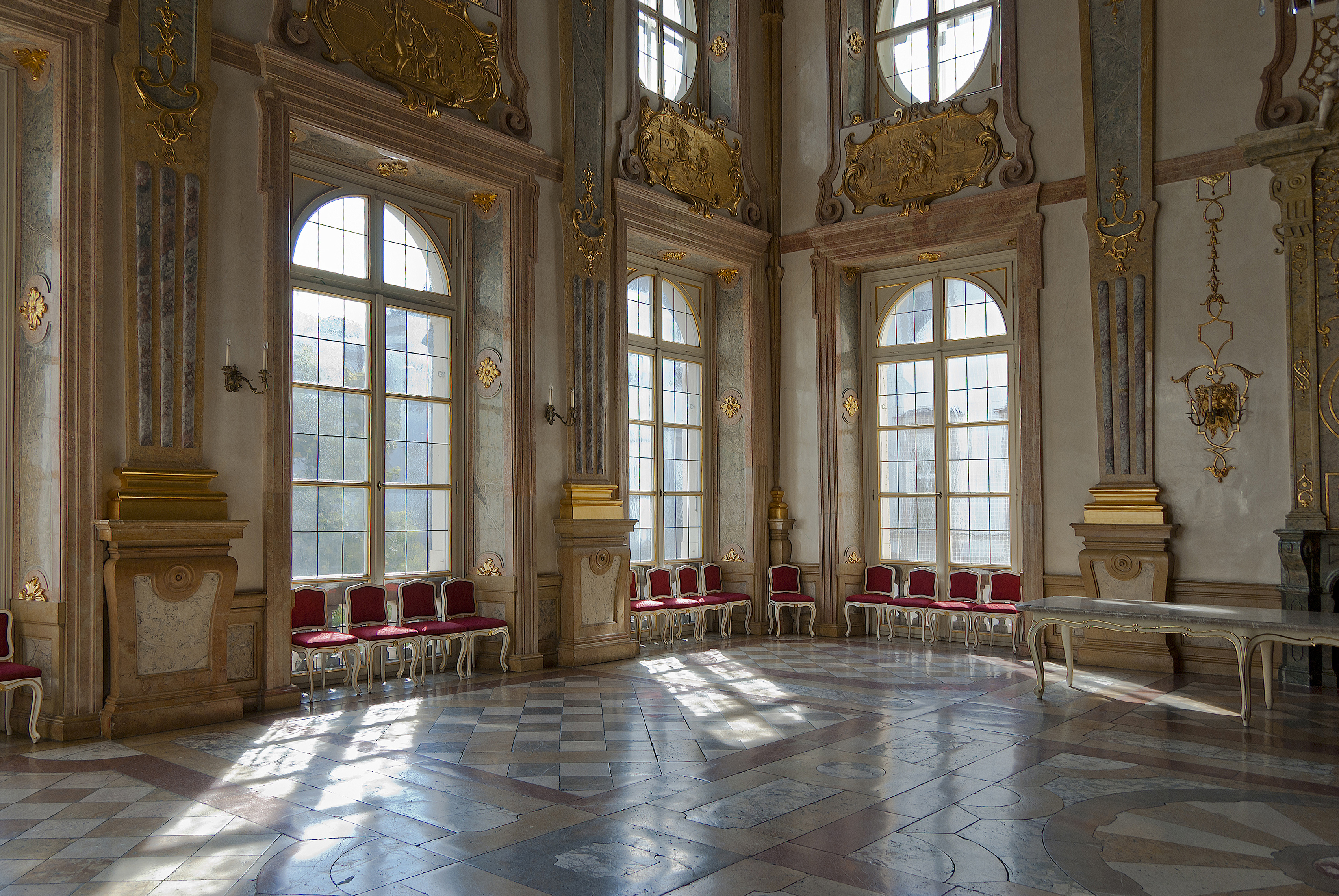
Fensterseite
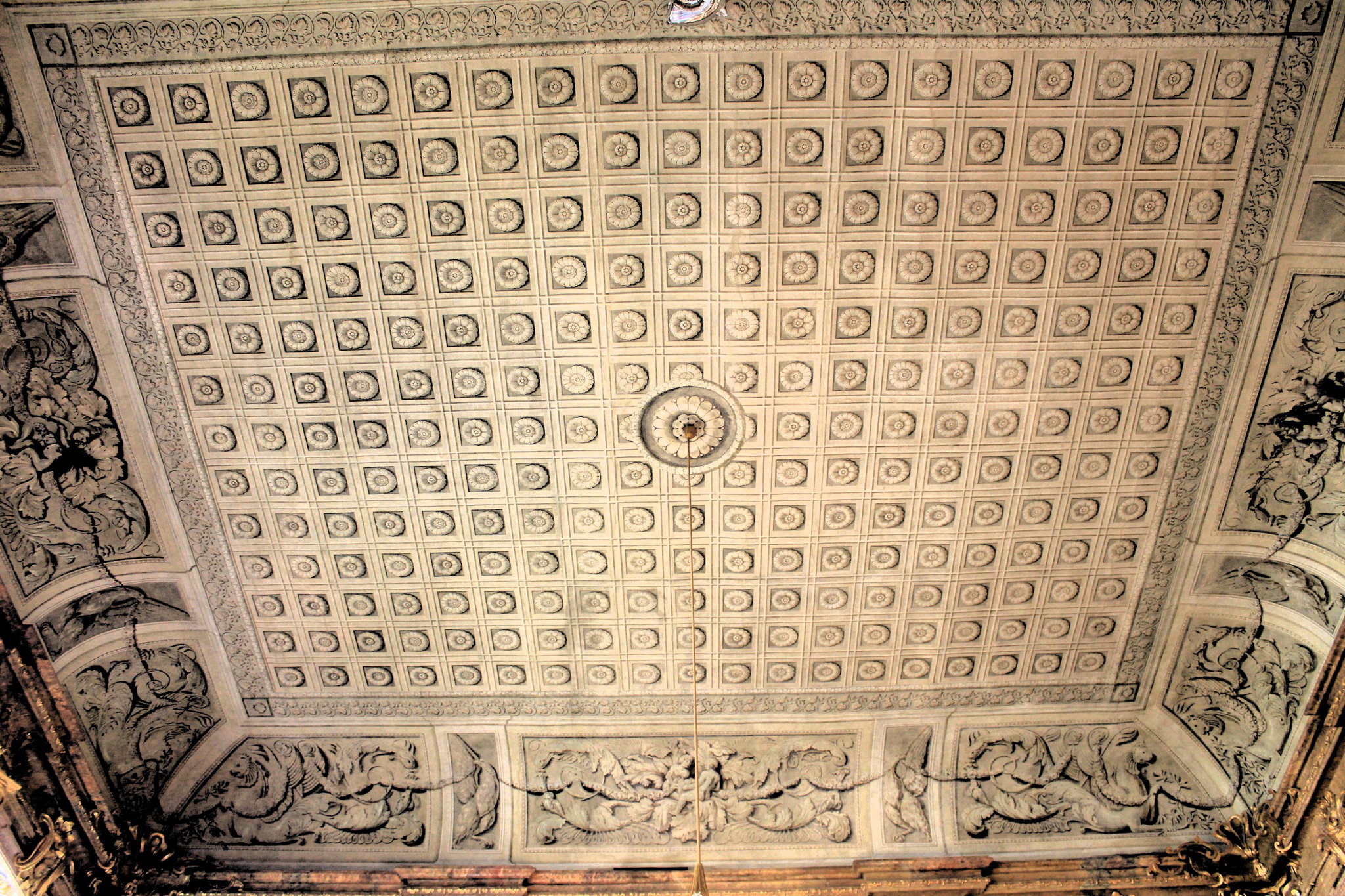
Deckenansicht
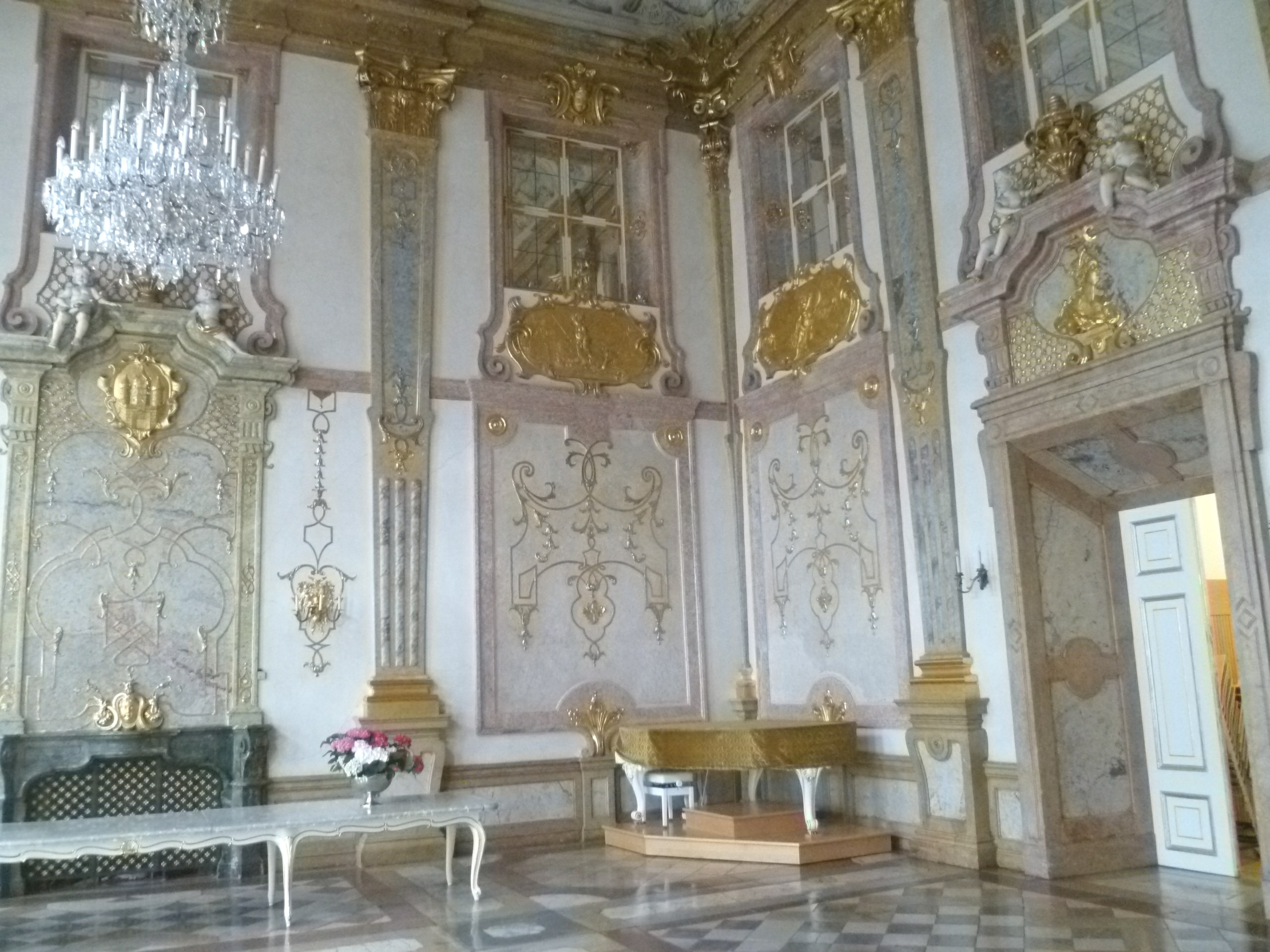
Barocke Wandgestaltung

### Schlosskapelle

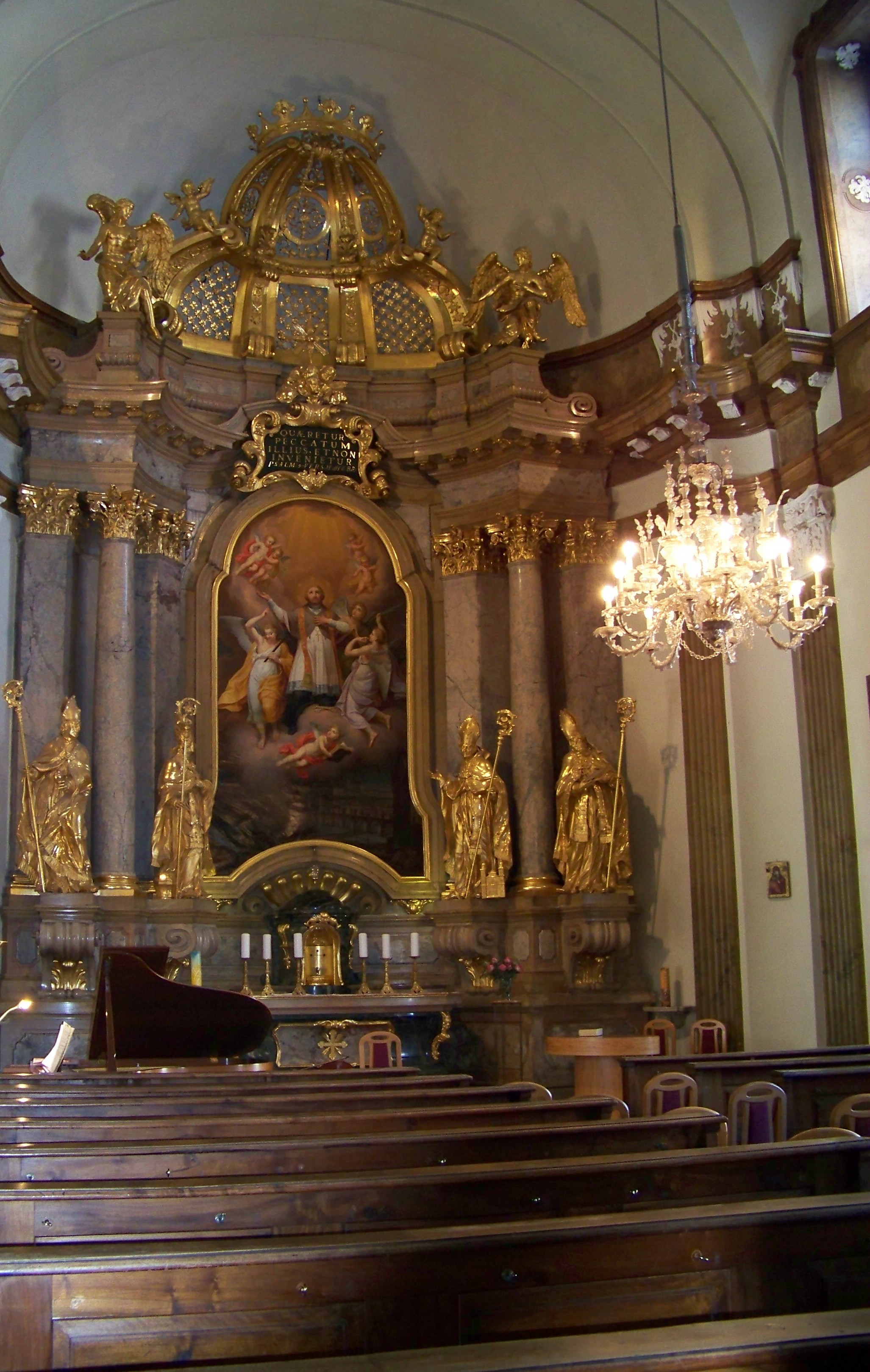
Schlosskirche Mirabell

Die Schlosskapelle (seit 1938 Kirche der Altkatholiken) besaß vor dem Brand von 1818 ein Deckengemälde von Bartolomeo Altomonte, sie ist dem Heiligen Nepomuk geweiht. Beim Brand schwer beschädigt, wurde sie 1837 von Erzbischof Friedrich Johann Jacob Cölestin von Schwarzenberg neu eingeweiht. Der Altar mit seinen Skulpturen von Augustinus, Rupert, Virgil und Martin stammt wesentlich aus dem Jahr 1722. Das beim Brand zerstörte Altarbild des Heiligen Nepomuk wurde 1830 von Johann Michael Hess neu geschaffen und eingefügt. Seit Juli 1938 ist die Schlosskirche eine Pfarrkirche der Altkatholischen Kirche Österreichs, vorher fanden die Gottesdienste im Marmorsaal statt. Die kleine Kirche wurde 1952 und 1988 renoviert. Die altkatholische Kirche im Schloss Mirabell ist jährlich an der ökumenischen Langen Nacht der Kirchen beteiligt. Seit 2012 finden in regelmäßigen Abständen auch Konzerte der klassischen Musik in der Kirche statt.

## Mirabellgarten

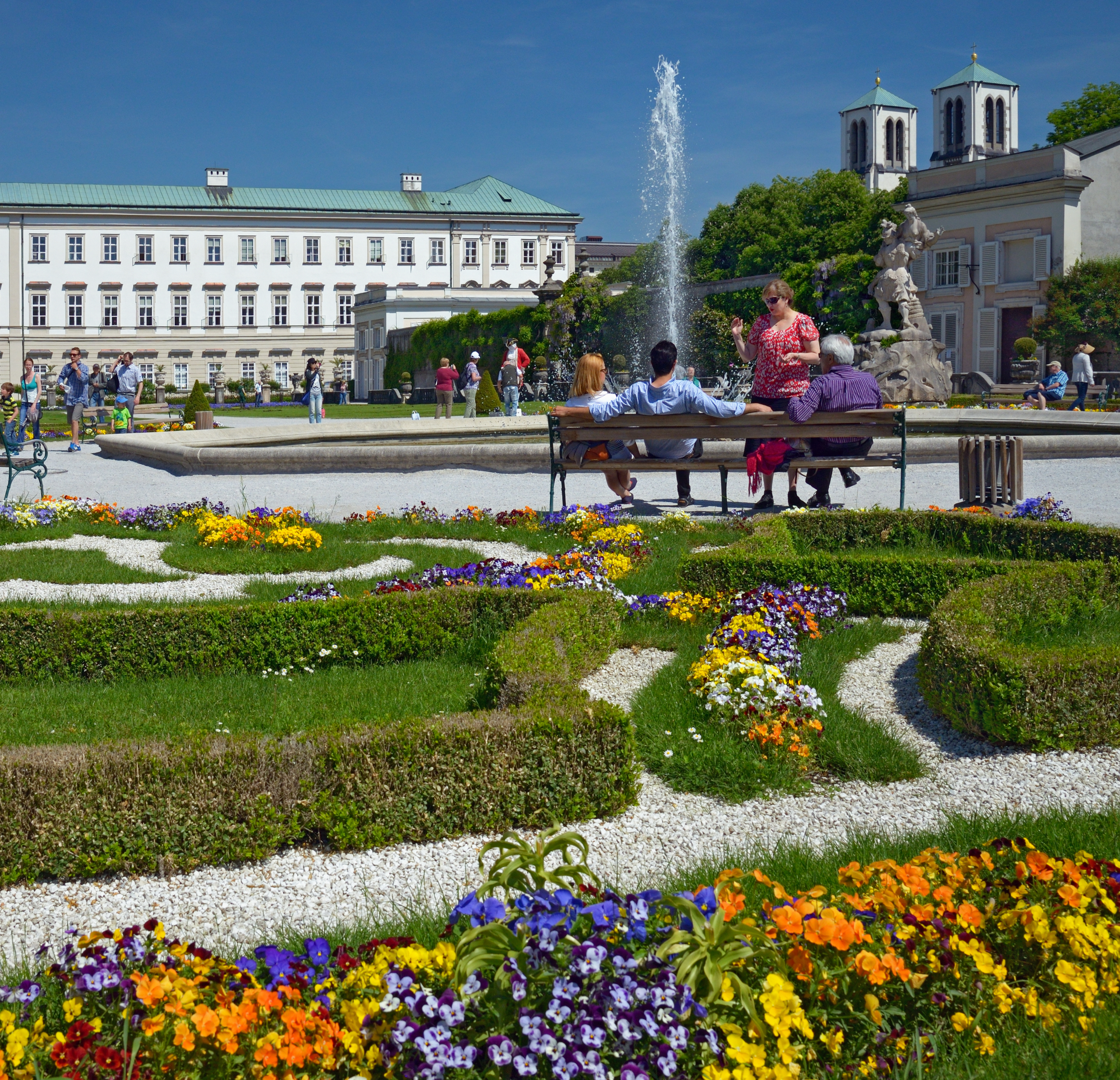
Mirabellgarten mit Blick auf das Mirabellschloss

Der Mirabellgarten ist die rund dreieinhalb Hektar große Gartenanlage des Schlosses Mirabell und umfasst das Große Gartenparterre mit Lindenhain, das Kleine Gartenparterre mit Boskett, das Heckentheater, den Zwergerlgarten, den Bastionsgarten (Wasserbastei) sowie die Orangerie und den Rosengarten. Anstelle des ehemaligen Bollwerks St. Vitalis grenzt heute der Kurgarten an.
Unter Denkmalschutz und als Teil des UNESCO-Welterbes spiegelt die Anlage das barocke Gestaltungskonzept von Johann Bernhard Fischer von Erlach wider, der ab 1687 die Neugestaltung leitete – später ergänzt durch Anton Danreiter. Zahlreiche Brunnen, Skulpturen und symbolträchtige Figuren prägen das Ensemble, darunter die vier Elementpaare und 28 antike Götter- und Heldenstatuen, die den barocken Zeitgeist verkörpern. Auch der Zwergerlgarten mit ursprünglich 28 Marmorzwergen sowie das historische Heckentheater zeugen von der kunstvollen Barockgestaltung.
Seit 1854 ist der Mirabellgarten öffentlich zugänglich und beeindruckt Besucher mit seiner reichen Geschichte und gestalterischen Vielfalt.

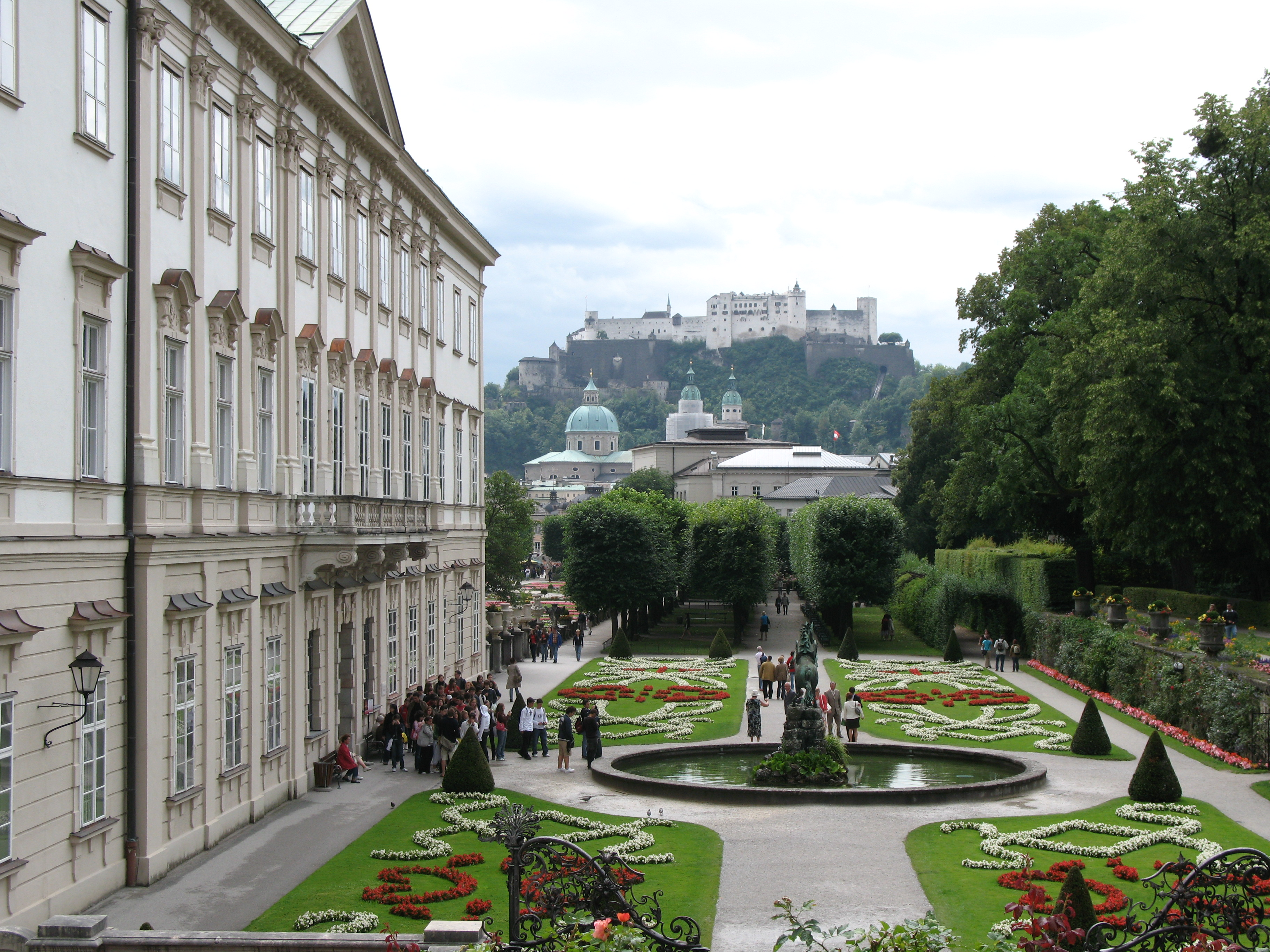
Kleine Gartenachse mit Pegasusbrunnen
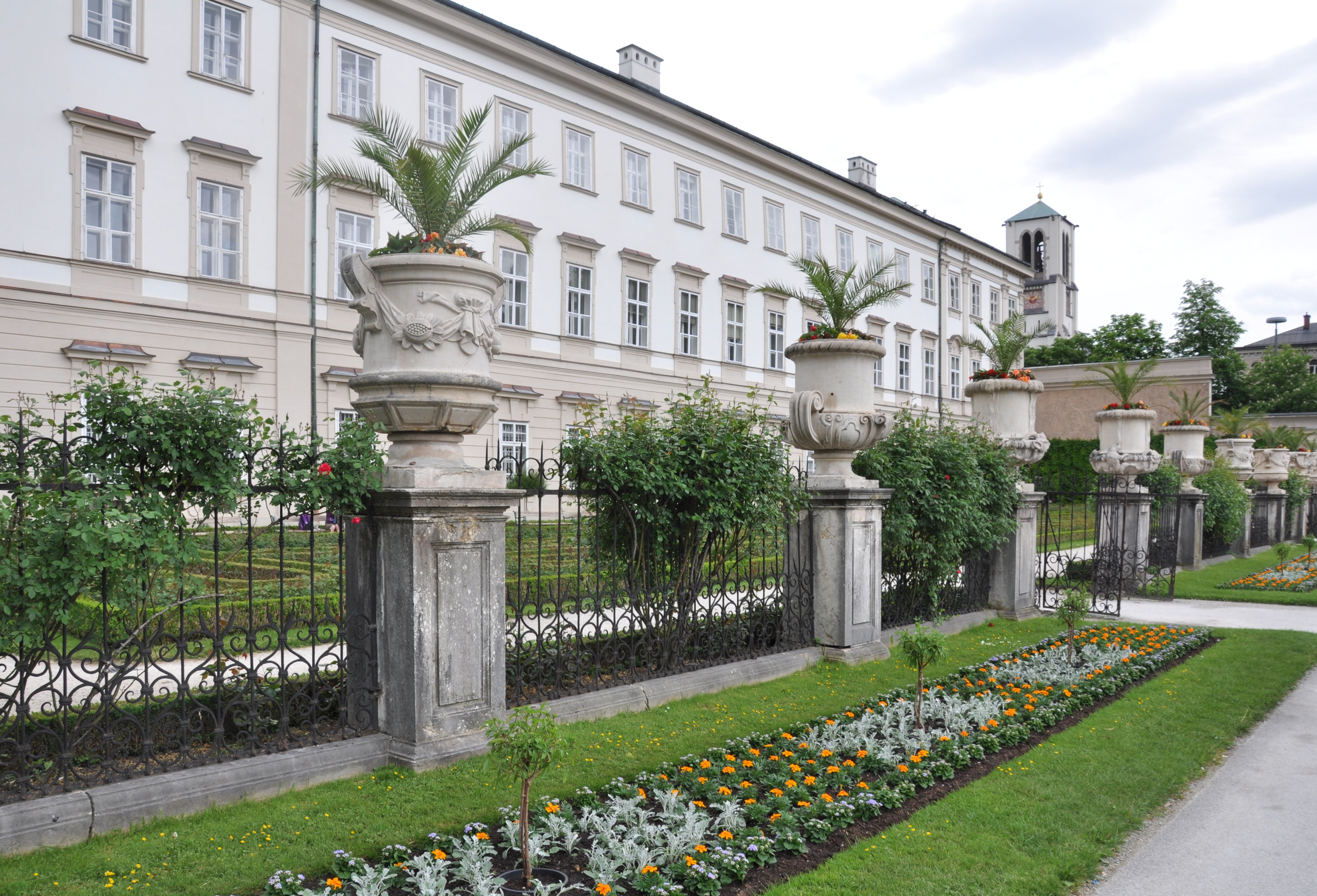
Südfassade des Schlosses (zum Rosengarten)
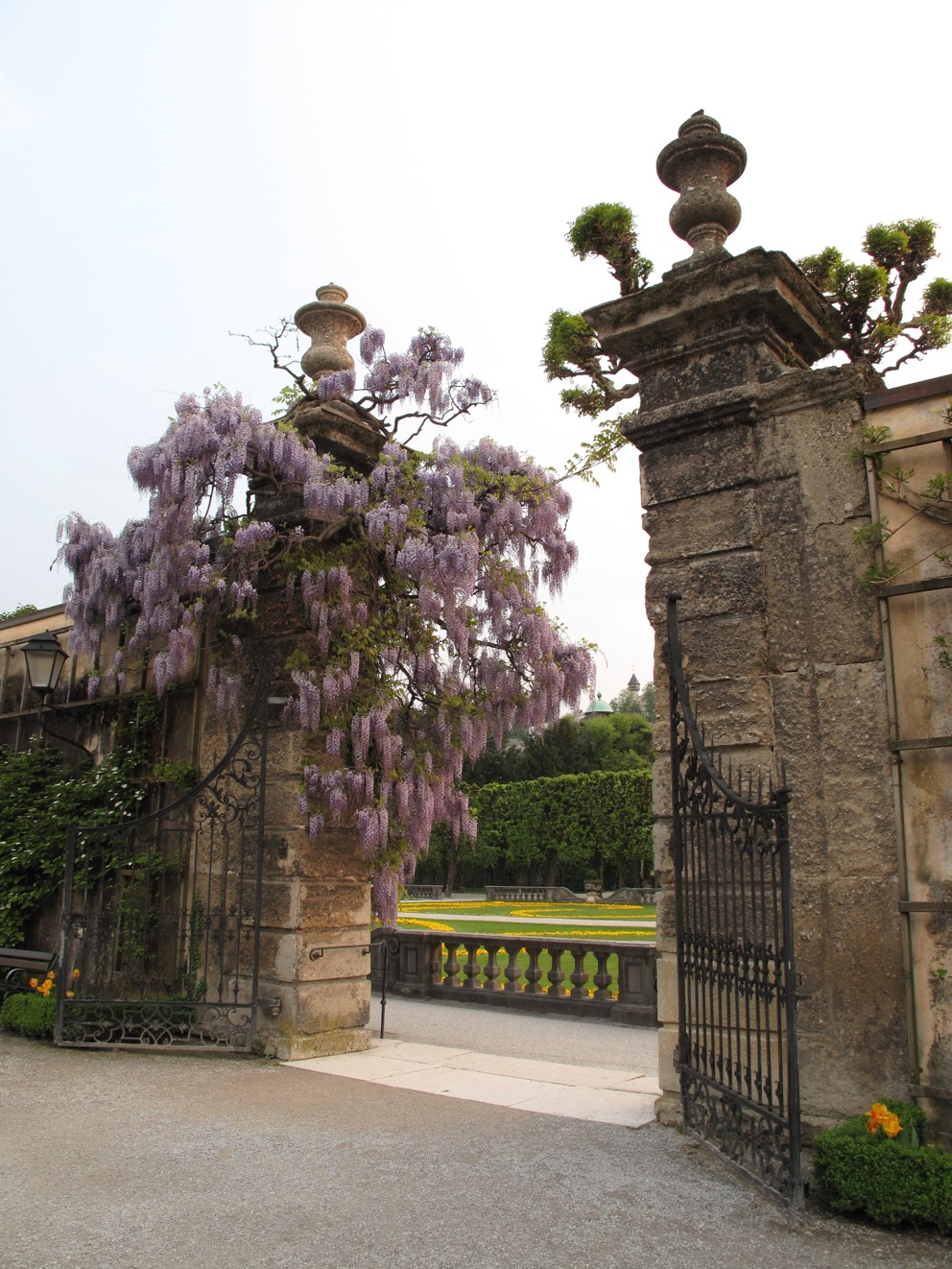
Tor zur Orangerie
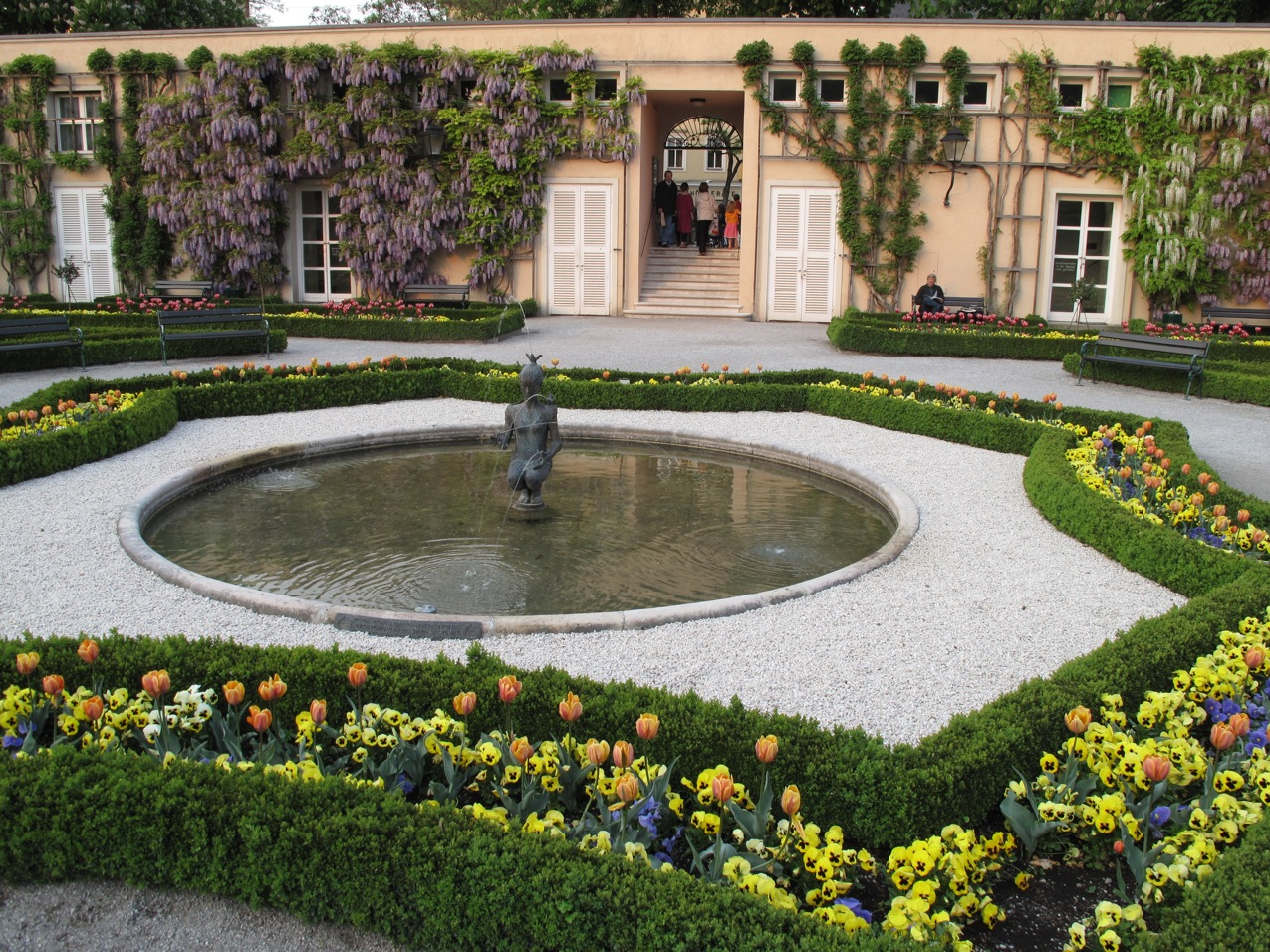
Brunnen in der Orangerie
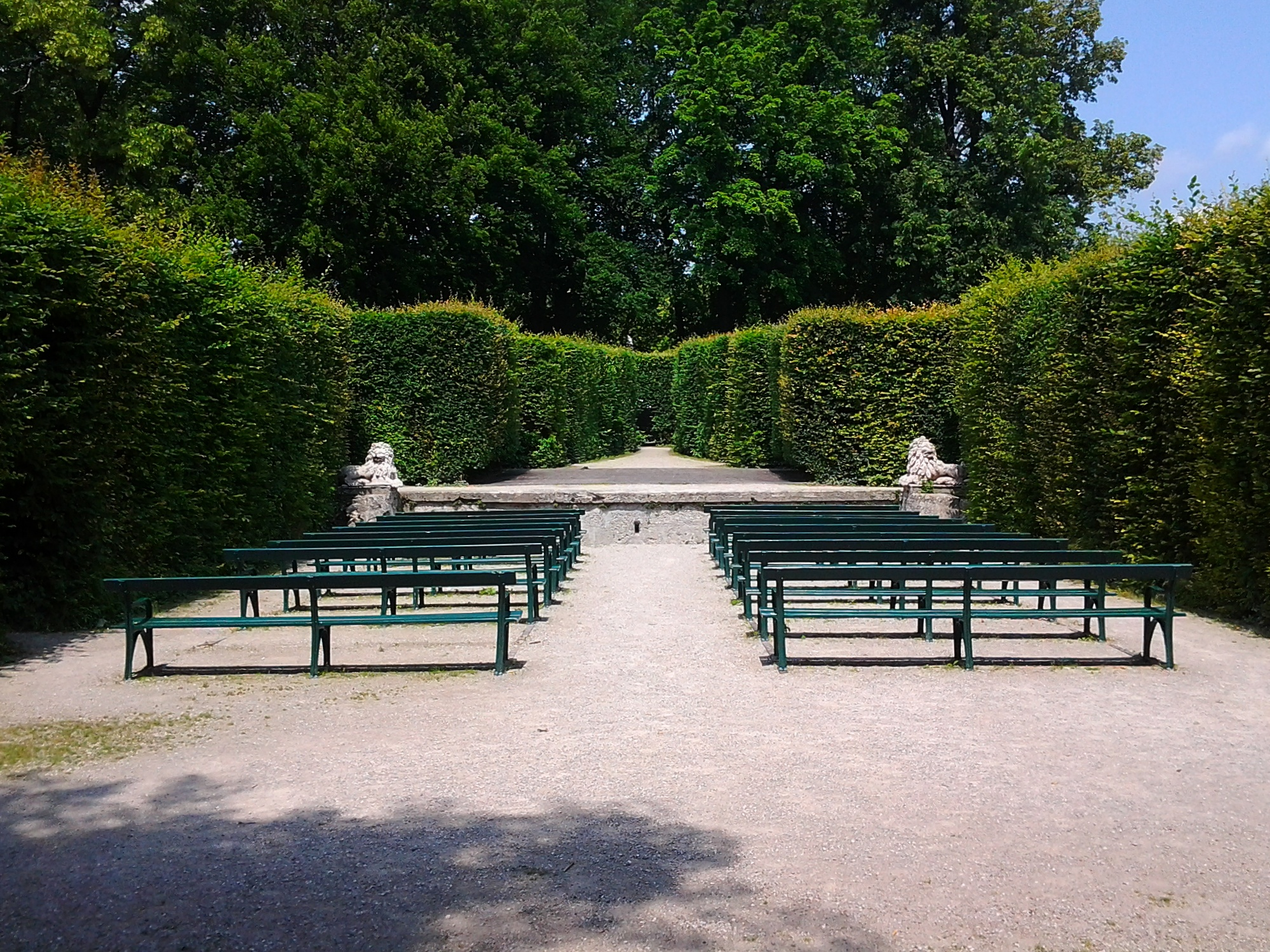
Heckentheater
Zwergerl- garten

## Nachweise
- Schloss Mirabell. In: Salzburger Nachrichten: Salzburgwiki.

1. ↑  Monika Bruckmoser: Glücksorte in Salzburg. Droste Verlag, Düsseldorf, 2020, ISBN 978-3-7700-2513-8, S. 10.
2. 1 2  Monika Bruckmoser: Glücksorte in Salzburg. Droste Verlag, Düsseldorf, 2020, ISBN 978-3-7700-2513-8, S. 8.
3. ↑  Altkatholische Kirche im Schloss Mirabell. Lange Nacht der Kirchen, 5. März 2015, abgerufen am 12. April 2015.
4. ↑  Salzburger Klassik Musik in der Schlosskirche Mirabell. Salzburg Classic Music in Mirabell „Mozarts Concerts“, 1. März 2015, abgerufen am 12. April 2015.
5. ↑  Monika Bruckmoser: Glücksorte in Salzburg. Droste Verlag, Düsseldorf, 2020, ISBN 978-3-7700-2513-8, S. 16.

Koordinaten: 47° 48′ 19,9″ N, 13° 2′ 31,3″ O